# Verchain British Cemetery
Verchain British Cemetery is een Britse militaire begraafplaats met gesneuvelden uit de Eerste Wereldoorlog gelegen in de Franse gemeente Verchain-Maugré (Noorderdepartement). De begraafplaats werd ontworpen door William Cowlishaw en ligt aan een landweg op 1200 m ten noordwesten van het centrum (Église Saint-Pierre) van de Verchain-Maugré. 
De begraafplaats heeft een nagenoeg rechthoekig grondplan met een oppervlakte van 344 m² en wordt omsloten door een natuurstenen muur. De toegang bestaat uit een metalen hek in een naar binnen gebogen deel van de oostelijke muur. Het Cross of Sacrifice staat bij de tegenoverliggende muur.
De begraafplaats wordt onderhouden door de Commonwealth War Graves Commission. 
Er liggen 110 geïdentificeerde slachtoffers waaronder 109 Britten en 1 Canadees. Zij sneuvelden tussen 21 oktober en 2 november 1918.

## Geschiedenis
De begraafplaats werd tussen 24 oktober en 1 november 1918 door gevechtseenheden (hoofdzakelijk van de 4th Division) aangelegd.

## Onderscheiden militairen
- Harry Taylor, sergeant bij het West Yorkshire Regiment (Prince of Wales's Own) werd onderscheiden met de Distinguished Conduct Medal (DCM). Hij kreeg ook een eervolle vermelding in het Dagorder ((Mentioned in Despatches).
- korporaal Henry Valentine Harvey en kanonnier Edward John Parfett (beiden Royal Field Artillery) werden onderscheiden met de Military Medal (MM).